# Treron sphenurus
El vinago cola de cuña, vinago rabocuña o vinago rabocoña (Treron sphenurus) es una especie de ave columbiforme de la familia Columbidae propia de la región indomalaya.

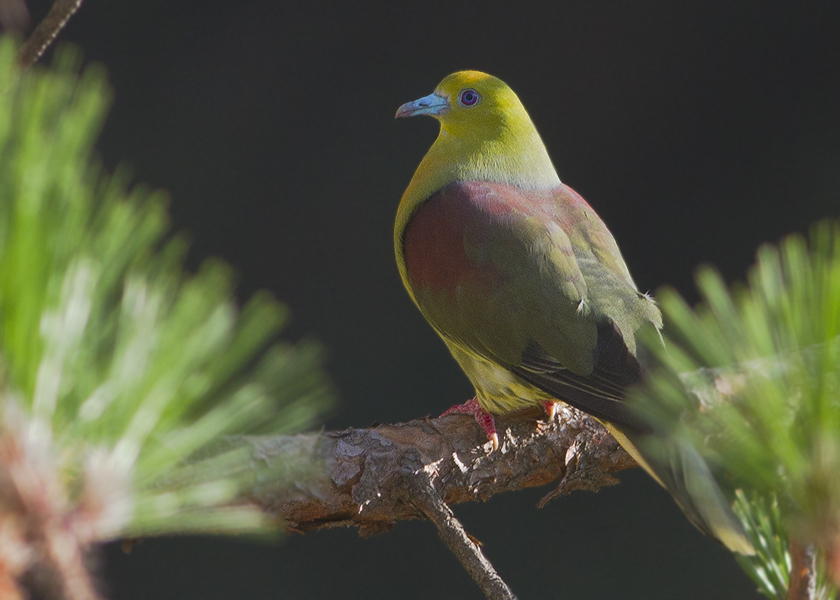
Macho de Treron sphenurus sphenurus en Bhimtal, Uttarakhand, India.

## Descripción
Mide de 30 a 35 cm de largo. Su plumaje es color amarillo verdoso con una cola en forma de cuña. Su píleo es de un tono naranja-rufo con tonos variables de violeta en su dorso y escapularias en el macho.

## Distribución y hábitat
Se le encuentra en Bangladés, Bután, Camboya, India, Indonesia, Laos, Malasia, Myanmar, Nepal, Pakistán, Tailandia, Tíbet y Vietnam. Su hábitat natural son los bosques bajos húmedos tropicales y los bosques montanos húmedos tropicales.